# Cryptocellus
Genre
Synonymes
- Heteroricinoides Dumitresco & Juvara-Bals, 1977

Cryptocellus est un  genre de ricinules de la famille des Ricinoididae.

## Distribution
Les espèces de ce genre se rencontrent en Amérique du Sud et en Amérique centrale.

## Liste des espèces
Selon Ricinuleids of the World (version 1.0) :
- Cryptocellus abaporu Bonaldo & Pinto-da-Rocha, 2003
- Cryptocellus adisi Platnick, 1988
- Cryptocellus albosquamatus Cooke, 1967
- Cryptocellus becki Platnick & Shadab, 1977
- Cryptocellus bocas Platnick & Shadab, 1981
- Cryptocellus bordoni (Dumitresco & Juvara-Balş, 1977)
- Cryptocellus brignolii Cokendolpher, 2000
- Cryptocellus centralis Fage, 1921
- Cryptocellus chiriqui Platnick & Shadab, 1981
- Cryptocellus conori Tourinho & Saturnino, 2010
- Cryptocellus emarginatus Ewing, 1929
- Cryptocellus fagei Cooke & Shadab, 1973
- Cryptocellus florezi Platnick & García, 2008
- Cryptocellus foedus Westwood, 1874
- Cryptocellus gamboa Platnick & Shadab, 1981
- Cryptocellus glenoides Cooke & Shadab, 1973
- Cryptocellus goodnighti Platnick & Shadab, 1981
- Cryptocellus hanseni Cooke & Shadab, 1973
- Cryptocellus iaci Tourinho, Man-Hung & Bonaldo, 2010
- Cryptocellus icamiabas Tourinho & de Azevedo, 2007
- Cryptocellus isthmius Cooke & Shadab, 1973
- Cryptocellus lampeli Cooke, 1967
- Cryptocellus leleupi Cooreman, 1976
- Cryptocellus lisbethae González-Sponga, 1998
- Cryptocellus luisedieri Botero-Trujillo & Pérez, 2009
- Cryptocellus magnus Ewing, 1929
- Cryptocellus narino Platnick & Paz, 1979
- Cryptocellus osa Platnick & Shadab, 1981
- Cryptocellus peckorum Platnick & Shadab, 1977
- Cryptocellus platnicki Botero-Trujillo & Pérez, 2008
- Cryptocellus pseudocellatus Roewer, 1952
- Cryptocellus simonis Hansen & Sørensen, 1904
- Cryptocellus striatipes Cooke & Shadab, 1973
- Cryptocellus tarsilae Pinto-da-Rocha & Bonaldo, 2007
- Cryptocellus verde Platnick & Shadab, 1981
- Cryptocellus whitticki Platnick & Shadab, 1977

et décrites depuis :
- Cryptocellus canutama Botero-Trujillo, Carvalho, Flórez-Daza & Prendini, 2021
- Cryptocellus chimaera Botero-Trujillo & Valdez-Mondragon, 2016
- Cryptocellus chiruisla Botero-Trujillo & Flórez, 2017
- Cryptocellus canga Pinto-da-Rocha & Andrade, 2012
- Cryptocellus guaviarensis Botero-Trujillo & Flórez, 2017
- Cryptocellus islacolon Botero-Trujillo, Carvalho, Flórez-Daza & Prendini, 2021
- Cryptocellus jamari Botero-Trujillo, Carvalho, Flórez-Daza & Prendini, 2021
- Cryptocellus macagual Botero-Trujillo, Carvalho, Flórez-Daza & Prendini, 2021
- Cryptocellus muiraquitan Tourinho, Lo-Man-Hung & Salvatierra, 2014
- Cryptocellus sofiae Botero-Trujillo, 2014
- Cryptocellus tobagoensis Giribet & Benavides, 2021

## Systématique et taxinomie
Ce genre a été décrit par Westwood en 1874.
Heteroricinoides a été placé en synonymie par Platnick et Shadab en 1977.

## Publication originale
- Westwood, 1874 : Thésaurus Entomologicus Oxoniensis. Oxford, Clarendon Press, p. 1–205 (texte intégral).